# Sherwood Spring
Sherwood Clark Spring (Hartford, 3 september 1944) is een Amerikaans voormalig ruimtevaarder. Spring zijn eerste en enige ruimtevlucht was STS-61-B met de spaceshuttle Atlantis en begon op 26 november 1985. Tijdens deze vlucht werden drie communicatiesatellieten in een baan rond de aarde gebracht.
Spring werd in 1980 geselecteerd door NASA. Tijdens zijn missie maakte hij twee ruimtewandelingen. In 1988 verliet hij NASA en ging hij als astronaut met pensioen.